# Alpujarra (Tolima)
Pour les articles homonymes, voir Alpujarra.
Alpujarra est une municipalité colombienne située dans le département de Tolima.

## Démographie
Selon les données récoltées par le DANE lors du recensement de la population colombienne en 2005, Alpujarra compte une population de 2 098 habitants.

## Liste des maires
- 2016 - 2019 : Alexander Díaz Martínez
- 2020 - 2023 : Albeiro Trujillo Castro[2]